# Трускав
Тру́скав (пол. Truskaw) — село в Польше в сельской гмине Изабелин Западно-Варшавского повета Мазовецкого воеводства. В состав села входит деревня Поцеха.
Село располагается в Кампиносской пуще на территории Кампиносского национального парка в 7 км от административного центра сельской гмины Изабелин, в 10 км от административного центра повета города Ожарув-Мазовецкий и в 18 км от административного центра воеводства города Варшава. До села доходит единственная асфальтированная дорога со стороны села Изабелин. Село связано с Изабелином варшавским автобусом № 708.
Через село проходит велосипедный и пешеходный туристический маршрут.

## История
Село было основано в 1419 году указом польского короля Казимира Великого и является старейшим селом на территории Кампиносской пущи. В середине XIX века в селе находилось 30 домов и одна усадьба. Во время январского восстания 1863 года в селе скрывались повстанцы. Расцвет села пришёлся на период между двумя мировыми войнами. Во время Второй мировой войны в селе были расстреляны десять жителей. В ночь со 2 на 3 сентября 1944 года отряд Армии Крайовой под командованием Адольфа Пильха разгромил дислоцированный в селе отряд 29-й гренадерской дивизии РОНА, убив 250 военнослужащих — российских коллаборационистов.
В 1975—1998 годах село входило в состав Варшавского воеводства.

## Достопримечательности

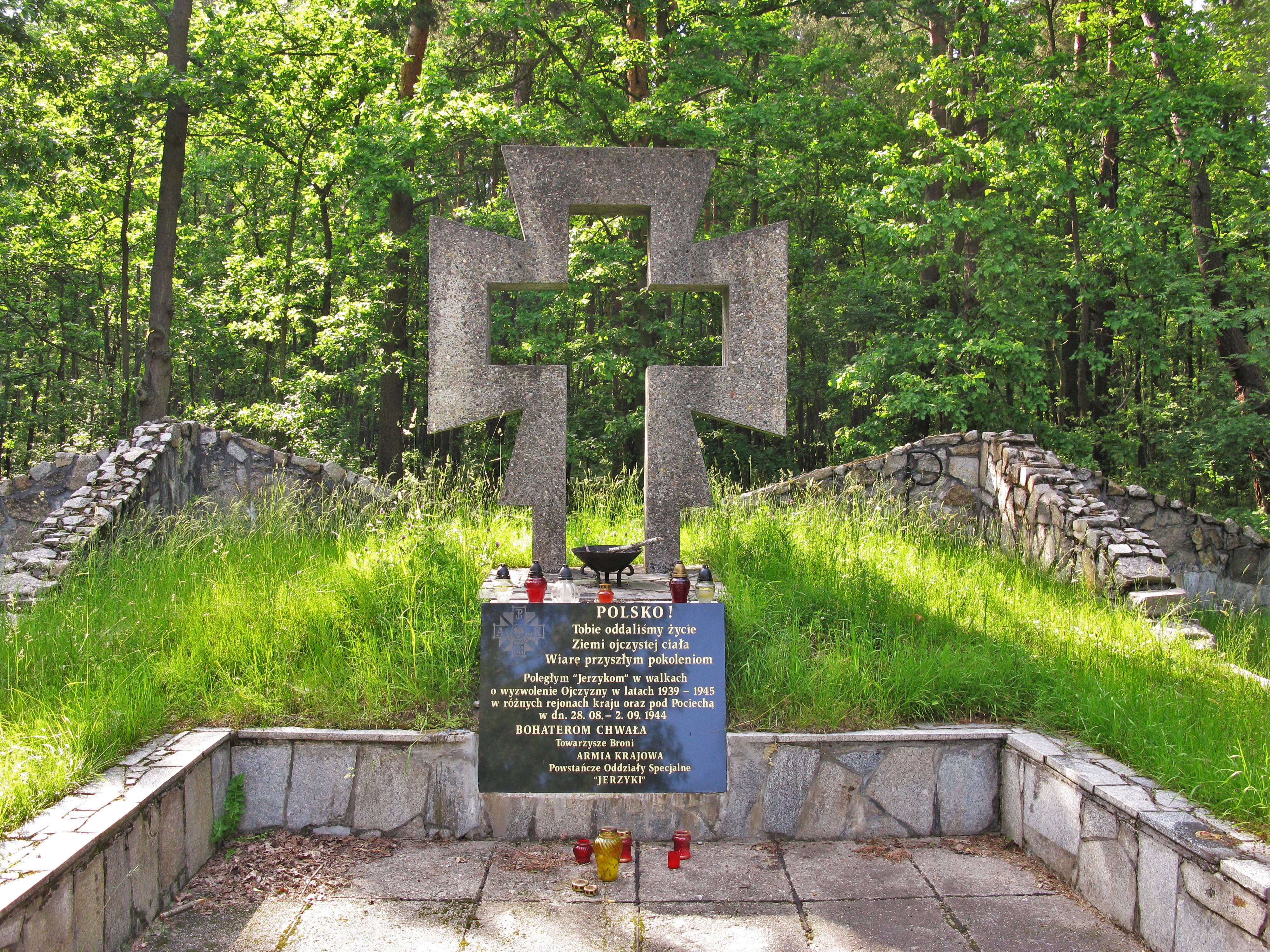
Памятник в деревне Поцеха

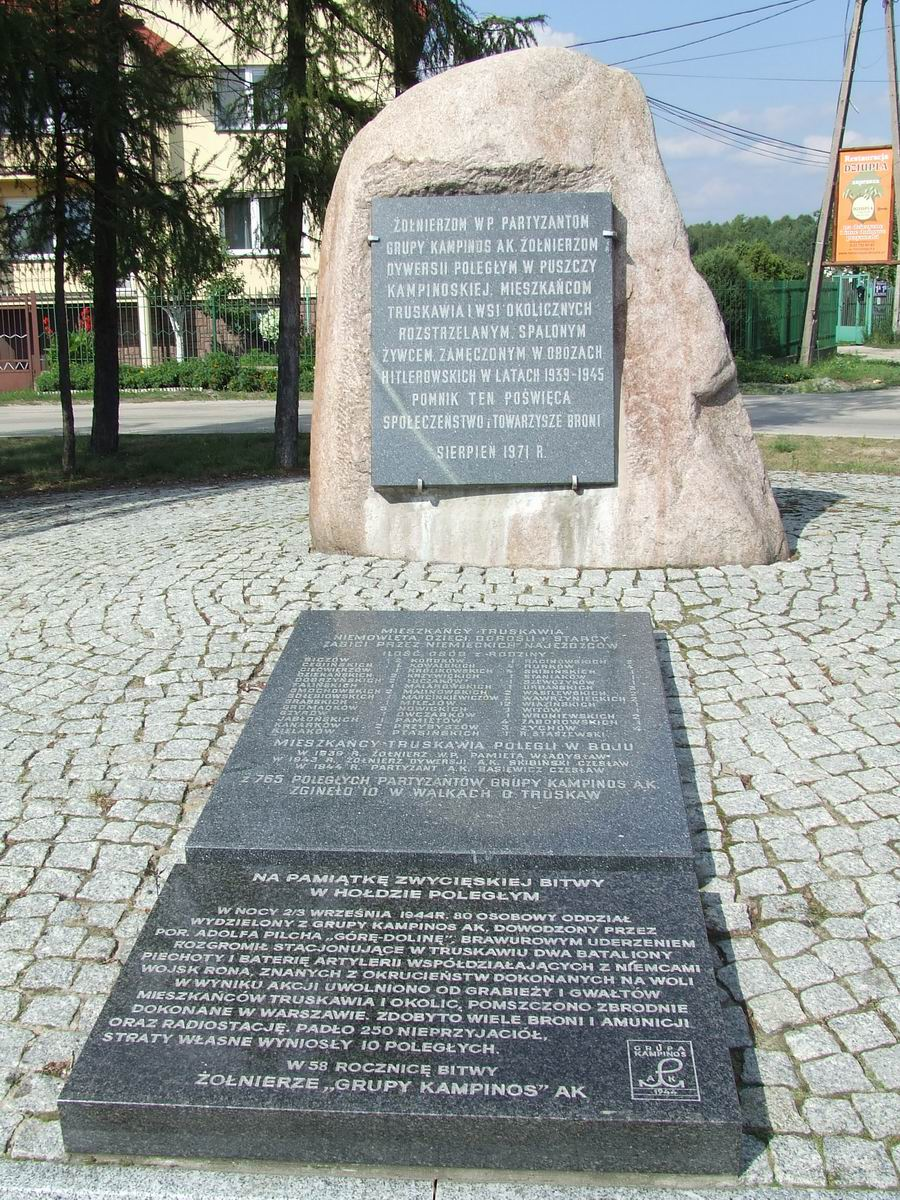
Памятник в Трускаве

- Памятник, посвящённый битве при Бзуре.
- в деревне Поцеха находится памятник, посвящённый сражению польских партизан отряда «Ежики» с отрядом РОНА;